# Walter Paatz
Walter Paatz (* 10. März 1902 in Burg (bei Magdeburg); † 2. November 1978 in Heidelberg) war ein deutscher Kunsthistoriker.

## Leben
Paatz wurde 1923 mit einer Dissertation über Skulptur der Gotik am Magdeburger Dom an der Universität Göttingen bei Georg Graf Vitzthum von Eckstädt promoviert und war anschließend Volontär an den Berliner Museen und am St.-Annen-Museum Lübeck bei Carl Georg Heise. 1927/28 führte ihn ein Stipendium an das Kunsthistorische Institut in Florenz. 1929 erschien sein Katalog Die lübeckische Steinskulptur der ersten Hälfte des 15. Jahrhunderts. Viele der darin vorgenommenen Zuschreibungen werden in der heutigen Forschung allerdings angezweifelt.
Paatz habilitierte sich 1935 in Göttingen und war 1936 bis 1941 als Dozent für „Deutsche Kunst“ am Kunstgeschichtlichen Institut der Universität Frankfurt am Main tätig, bevor er von 1942 bis zu seiner Emeritierung im Jahr 1967 ordentlicher Professor für Kunstgeschichte und Institutsleiter an der Universität Heidelberg war. In der Zeit des Nationalsozialismus gehörte er dem NS-Dozentenbund, als Blockwart der NSV und dem NS-Altherrenbund an. Im März 1943 wurde er zum Wehrdienst eingezogen und geriet 1945 in Italien in Kriegsgefangenschaft. In Heidelberg wurde er nach Kriegsende zunächst als „belastet“ entlassen, konnte aber nach seiner Entnazifizierung als „nicht betroffen“ im November 1947 seine Lehrtätigkeit wieder aufnehmen.
Paatz war seit 1935 verheiratet mit der Kunsthistorikerin Elisabeth Paatz.
Sein Hauptwerk ist das gemeinsam mit seiner Frau bearbeitete sechsbändige Handbuch Die Kirchen von Florenz (1940–1954).

## Veröffentlichungen (Auswahl)
- Die Marienkirche zu Lübeck (= Deutsche Bauten Band 5). Druck und Verlag August Hopfer, Burg bei Magdeburg 1926.
- Die lübeckische Steinskulptur der ersten Hälfte des 15. Jahrhunderts (= Veröffentlichungen zur Geschichte der Freien und Hansestadt Lübeck 9, ZDB-ID 520795-2). Schmidt-Römhild, Lübeck 1929.
- Die Lübeckische Bronzeproduktion des 15. und 16. Jahrhunderts, in: Repertorium für Kunstwissenschaft Bd. 51, 1930, S. 67–91.
- Bernt Notke und sein Kreis. Deutscher Verein für Kunstwissenschaft, Berlin 1939.
- Sceptrum Universitatis. Die europäischen Universitätsszepter (= Heidelberger Kunstgeschichtliche Abhandlungen Neue Folge 2). Carl Winter, Heidelberg 1953.
- mit Elisabeth Paatz: Die Kirchen von Florenz. Ein kunstgeschichtliches Handbuch. 6 Bände. Vittorio Klostermann, Frankfurt am Main 1940–1954.
- Verflechtungen in der Kunst zwischen 1360 und 1530. Einwirkungen aus den westlichen Nachbarländern auf Westdeutschland längs der Rheinlinie und deutsch-rheinische Einwirkungen auf diese Länder. Heidelberg 1967.